# Mohamed Hassani Mbalia
Pour les articles homonymes, voir Hassani.
Mohamed Hassani Mbalia, né le 15 août 1984 à Vouvouni Bambao aux Comores, est un footballeur international comorien. Il évolue au poste de gardien de but aux Enfants des Comores.

## Biographie

### Carrière en club
Mohamed Hassani Mbalia commence le football sous les couleurs du Volcan Club de Moroni. Après six saisons sous les couleurs du Volcan Club. Il a gagné une seule coupe en 2006.
En 2010, il s'engage en faveur d'Élan Club de Mitsoudjé. Lors de sa premiere saison, il gagne pour la premiere fois le championnat. Au début de la saison 2011, il a gagné la supercoupe contre le Coin Nord de Mitsamiouli. 
Malheureusement, lors de saison 2012 le club est relégué en Deuxième Division. En 2013, il s'engage en faveur des Enfants des Comores. Lors de sa premiere saison, il termine vice-champion du championnat et vainqueur de la coupe nationale contre le Nouvel Espoir.

### Carrière internationale
Mohamed Hassani Mbalia est convoqué pour la première fois par le sélectionneur national Ali Mbaé Camara lors d'un match amical face à Madagascar le 14 août 2007 (défaite 3-0). 
Il compte 11 sélections et 0 but avec l'équipe des Comores depuis 2007.

## Palmarès
- Avec le Volcan Club de Moroni :
  - Vainqueur de la Coupe des Comores en 2006

- Avec l'Élan Club de Mitsoudjé :
  - Champion des Comores en 2010
  - Champion de la Grande Comore en 2010
  - Vainqueur de la Supercoupe des Comores en 2011

- Avec les Enfants des Comores :
  - Champion de la Grande Comore en 2013
  - Vainqueur de la Coupe des Comores en 2013